# Ilma Rakusa
Ilma Rakusa (Rimaszombat, 1946. január 2. –) svájci író és műfordító. Francia, orosz, szerb-horvát és magyar műveket fordít németre.

## Életrajza
Szlovén apától és magyar anyától született. Gyermekkorát Budapesten, Ljubljanában és Triesztben töltötte. 1951-ben családja a svájci Zürichbe költözött. A zürichi Volksschule-ba és gimnáziumba járt. Az érettségi után 1965 és 1971 között Zürichben, Párizsban és Leningrádban szláv és román nyelveket, irodalmat tanult.
1971-ben doktori fokozatot szerzett Studien zum Motiv der Einsamkeit in der russischen Literatur címmel, amely az orosz irodalom magányának témáiról szól. 1971 és 1977 között Wissenschaftlicher Assistent volt a Zürichi Egyetem (UZH) Szláv Szemináriumán. 1977 és 2006 között az UZH-nál Lehrbeauftragterként dolgozott.
1977-ben jelent meg első könyve, a Wie Winter című versgyűjtemény. Azóta számos verseskötetet publikált, valamint novellákat és esszéket. Fordítóként dolgozik francia, orosz, szerb-horvát és magyar nyelvről németre. Olyan szerzők műveit fordította le, mint Marguerite Duras francia regényíró, Alekszej Remizov orosz író, Kertész Imre magyar író, Marina Cvetajeva orosz költő és a szerb-horvát Danilo Kiš.
Újságíróként is dolgozik (Neue Zürcher Zeitung és Die Zeit). Mehr Meer (2009) című regényét számos nyelvre lefordították, és 2009-ben Svájci Könyvdíjat kapott.
1996 óta tagja a Deutsche Akademie für Sprache und Dichtungnak és a Zuger Übersetzer-Stipendium zsűrijének. 2010/2011-ben a Institute for Advanced Study Berlin munkatársa volt.
Napjainkban szabadúszó íróként Zürichben él.

## Díjai

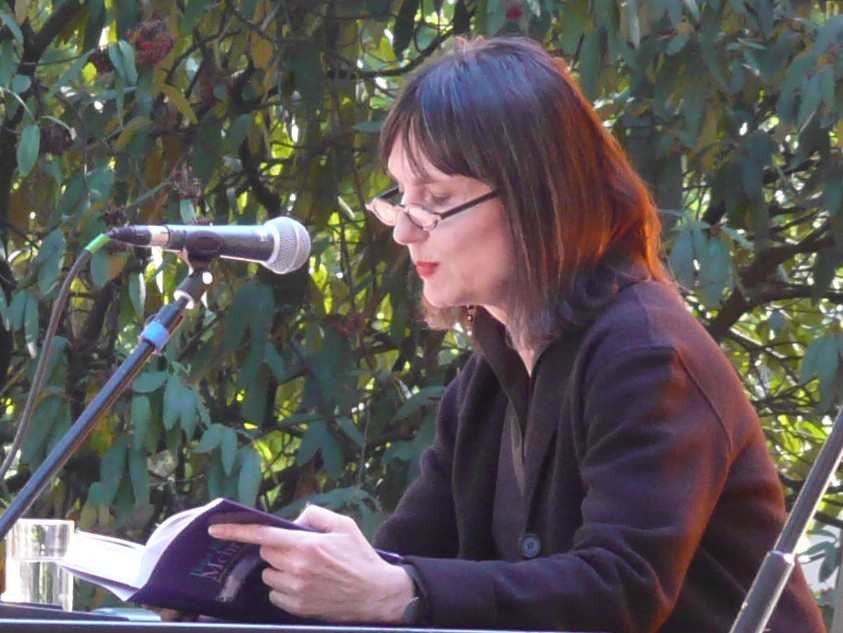
Ilma Rakusa 2009-ben az Erlanger költőfesztiválon.

- 1987: Hieronymusring a Német Nyelvű Fordítók Egyesületének tagja
- 1991: Petrarca translation award
- 1995: Swiss Writer-in-residence Max Kade Institute at the University of Southern California
- 1998: Leipzig Book Award for European Understanding (Commendation Award)[10]
- 1998: Schillerpreis der Zürcher Kantonalbank
- 2003: Pro Cultura Hungarica
- 2003: Adelbert von Chamisso Prize
- 2004: Johann-Jakob-Bodmer-Medaille der Stadt Zürich
- 2005: Vilenica International Literary Prize
- 2005 Chamisso-Poetikdozentur by the Mitteleuropazentrum of the Technical University of Dresden and the Sächsische Akademie der Künste
- 2009: Swiss Book Prize for Mehr Meer. Memóriarészek
- 2010/2011: Fellow at the Berlin Institute for Advanced Study
- 2015: Manès-Sperber-Preis[11]
- 2017: Berliner Literaturpreis
- 2019: Kleist Prize[12]

## Bibliográfia
- Studien zum Motiv der Einsamkeit in der russischen Literatur. Bern: Herbert Lang Verlag (1973)
- Wie Winter. Gedichte. Zürich: Edition Howeg (1977)
- Sinai. Zürich: Edition Howeg (1980)
- Die Insel. Erzählung. Frankfurt: Suhrkamp Verlag(wd) (1982)
- Miramar. Erzählungen. Frankfurt: Suhrkamp Verlag (1986)
- Leben. 15 Akronyme. Zürich: Edition Howeg (1990)
- Steppe. Erzählungen. Frankfurt: Suhrkamp Verlag (1990)
- Les mots / morts. Gedichte. Zürich: Edition Howeg (1992)
- Jim. Sieben Dramolette. Frankfurt: Suhrkamp Verlag (1993)
- Farbband und Randfigur. Vorlesungen zur Poetik. Graz: Literaturverlag Droschl (1994)
- Ein Strich durch alles. 90 Neunzeiler. Frankfurt: Suhrkamp Verlag (1997)
- Love after love. Acht Abgesänge. Frankfurt: Suhrkamp Verlag (2001). ISBN 3-518-12251-7
- Von Ketzern und Klassikern. Streifzüge durch die russische Literatur. Frankfurt: Suhrkamp Verlag (2003). ISBN 3-518-12325-4
- Langsamer! Gegen Atemlosigkeit, Akzeleration und andere Zumutungen, 3, Graz: Literaturverlag Droschl (2006). ISBN 3-85420-692-5
- Stille. Zeit. Essays. Salzburg: Tartin Editionen (2005)
- Durch Schnee. Erzählungen und Prosaminiaturen. Frankfurt: Suhrkamp Verlag (2006). ISBN 3-518-45794-2 (Afterword by Kathrin Röggla(wd))
- Zur Sprache gehen. Dresdner Chamisso-Poetikvorlesungen 2005. Dresden: Thelem Universitätsverlag (2006). ISBN 3-937672-49-4
- Garten, Züge. Eine Erzählung und 10 Gedichte. Ottensheim: Edition Thanhäuser (2006)
- Mehr Meer. Erinnerungspassagen. Graz: Literaturverlag Droschl (2009). ISBN 978-3-85420-760-3[13]
- Aufgerissene Blicke. Berlin-Journal. Graz: Literaturverlag Droschl (2013). ISBN 978-3-85420-836-5
- Einsamkeit mit rollendem "r". Erzählungen. Graz: Literaturverlag Droschl (2014). ISBN 978-3-85420-953-9
- Autobiographisches Schreiben als Bildungsroman. Stefan Zweig Poetikvorlesung. Vienna: Sonderzahl Verlag (2014). ISBN 978-3-85449-408-9
- Impressum: Langsames Licht. Gedichte. Graz: Literaturverlag Droschl (2016). ISBN 978-3-85420-949-2
- Listen, Litaneien, Loops. Zwischen poetischer Anrufung und Inventur. Münchner Reden zur Poesie. Munich: Lyrik Kabinett (2016). ISBN 978-3-938776-42-1
- Mein Alphabet. Graz: Literaturverlag Droschl (2019). ISBN 978-3-990590-32-4

### Szerkesztőként
- Gedichte an Gott sind Gebete. Zürich: Arche Verlag (1972)
- Solzhenitsyn, Aleksandr. Kirche und Politik. Bericht, Dokument, Erzahlung. Zürich: Arche Verlag (1973)
- Einsamkeiten. Ein Lesebuch. Zürich: Arche Verlag (1975)
- Russische Kinder. Zürich: Arche Verlag (1979)
- Dostojewskij in der Schweiz. Ein Reader. Frankfurt: Insel Verlag (1981)
- Marguerite Duras. Materialienband. Frankfurt: Suhrkamp Verlag (1988)
- Akhmatova, Anna. Gedichte. Frankfurt: Suhrkamp Verlag (1988)
- Kiš, Danilo. Homo poeticus. Gespräche und Essays. Munich: Carl Hanser Verlag (1994)
- Brodsky, Joseph. Haltestelle in der Wüste. Gedichte. Frankfurt: Suhrkamp Verlag (1997)
- Tsvetaeva, Marina. Versuch, eifersüchtig zu sein. Gedichte. Frankfurt: Suhrkamp Verlag (2002)
- Europa schreibt. Was ist das Europäische an den Literaturen Europas? Essays aus 33 europäischen Ländern. Hamburg: Körber-Stiftung (2003)
- Die Minze erblüht in der Minze. Arabische Dichtung der Gegenwart. Munich: Carl Hanser Verlag (2007)
- Kiš, Danilo. Familienzirkus. Die großen Romane und Erzählungen.. Munich: Carl Hanser Verlag (2014)

### Fordításai németre
- Tsvetaeva, Marina. Prosa. Zürich: Benziger (1973)
- Duras, Marguerite. Sommer 1980. Frankfurt am Main: Suhrkamp Verlag (1984). ISBN 3-518-11205-8
- Remizov, Aleksey. Der goldene Kaftan und andere russische Märchen. Zürich: Manesse Verlag (1981). ISBN 3-7175-1600-0
- Duras, Marguerite. Der Liebhaber(wd). Frankfurt am Main: Suhrkamp Verlag (1985). ISBN 3-518-03243-7
- Kiš, Danilo. Ein Grabmal für Boris Dawidowitsch(wd). Frankfurt am Main: Suhrkamp Verlag (1986). ISBN 3-518-01928-7
- Tsvetaeva, Marina. Mutter und die Musik. Autobiographische Prosa. Frankfurt am Main: Suhrkamp Verlag (1987). ISBN 3-518-01941-4
- Duras, Marguerite. Das tägliche Leben. Frankfurt am Main: Suhrkamp Verlag (1988). ISBN 3-518-11508-1
- Kiš, Danilo. Sanduhr(wd). Munich: Carl Hanser Verlag (1988). ISBN 3-446-14276-2
- Prishvin, Mikhail. Meistererzählungen. Zürich: Manesse Verlag (1988). ISBN 3-7175-1752-X
- Duras, Marguerite. Im Sommer abends um halb elf(wd). Frankfurt am Main: Suhrkamp Verlag (1990). ISBN 3-518-40230-7
- Tsvetaeva, Marina. Phoenix. Versdrama in drei Bildern. Frankfurt am Main: Suhrkamp Verlag (1990). ISBN 3-518-22057-8
- Kaplan, Leslie. Das Buch der Himmel. Gedichte. Zürich: Ferdydurke Verlag (1991). ISBN 3-905604-02-7
- Tsvetaeva, Marina. Im Feuer geschrieben. Ein Leben in Briefen. Frankfurt am Main: Suhrkamp Verlag (1992). ISBN 3-518-40493-8
- Kiš, Danilo. Der Heimatlose(wd). Munich: Carl Hanser Verlag (1996). ISBN 3-446-18758-8
- Remizov, Aleksey. Die Geräusche der Stadt. Frankfurt am Main: Suhrkamp Verlag (1996). ISBN 3-518-22204-X
- Kertész, Imre. Ich, ein anderer. Berlin: Rowohlt Verlag (1998). ISBN 3-87134-334-X
- Nádas, Péter. Ohne Pause. Reinbek: Rowohlt Verlag (1999). ISBN 3-499-22578-6
- Tsvetaeva, Marina. Ein Abend nicht von dieser Welt. Frankfurt am Main: Suhrkamp Verlag (1999). ISBN 3-518-22317-8
- Chekhov, Anton. Die Möwe. Burgtheater Wien (2000)
- Kiš, Danilo. Die mechanischen Löwen. Munich: Carl Hanser Verlag (2007). ISBN 978-3-446-20832-2

### Magyarul megjelent
- Lassabban: a kifulladás, az akceleráció és más túlzott követelmények ellen (Langsamer! Gegen Atemlosigkeit, Akzeleration und andere Zumutungen) – Jelenkor, Pécs, 2010 · ISBN 9789636764845 · Fordította: Fürjes Gabriella
- Rengeteg tenger: emlékfutamok (Mehr Meer; Erinnerungspassagen) – Magvető, Budapest, 2011 · ISBN 9789631428537 · Fordította: Kurdi Imre
- Love after love: nyolc búcsúének (Love after love; Acht Abgesänge) – Magvető, Budapest, 2016 · ISBN 9789631433838 · Fordította: Kiss Noémi
- Magány pergő errel (Einsamkeit mit rollendem "r" Erzälungen) – Bookart, Csíkszereda, 2023 · ISBN 9786068994697 · Fordította: Márton László, Tatár Sándor

## Fordítás
- Ez a szócikk részben vagy egészben  az   Ilma Rakusa című angol Wikipédia-szócikk fordításán alapul.  Az eredeti cikk szerkesztőit annak laptörténete sorolja fel. Ez a jelzés csupán a megfogalmazás eredetét és a szerzői jogokat jelzi, nem szolgál a cikkben szereplő információk forrásmegjelöléseként.